# Sweet Revenge (Album)
Sweet Revenge ist das zweite Studioalbum von Amanda Lear. Es wurde 1978 von Ariola Records veröffentlicht.

## Geschichte
Das Album wurde von Dezember 1977 bis Februar 1978 in München und Köln aufgenommen. Die Musik wurde von Anthony Monn, Charly Ricanek und Rainer Pietsch komponiert, und Monn hat das Album auch produziert. Amanda Lear hat alle Songtexte geschrieben. Die ersten fünf Stücke des Konzeptalbums  erzählen die Geschichte von einem Mädchen und dem Teufel.
Das Coverfoto ist von Denis Taranto und stellt Lear als Domina dar. Auf den weiteren Fotos posiert sie oben ohne und wie Marlene Dietrich in Der Blaue Engel.
Das Album war kommerziell erfolgreich und hat die Top 5 in Deutschland erreicht. Es enthält zwei Hits: Follow Me und Enigma (Give a Bit of Mmh to Me). Die weiteren Singles waren Run Baby Run und Gold.

## Titelliste

### LP-Version
Seite A
1. Follow Me (Anthony Monn, Amanda Lear) – 3:50
2. Gold (Charly Ricanek, Amanda Lear) – 3:45
3. Mother, Look What They’ve Done to Me (Anthony Monn, Amanda Lear) – 4:32
4. Run Baby Run (Anthony Monn, Amanda Lear) – 3:45
5. Follow Me (Reprise) (Anthony Monn, Amanda Lear) – 3:40

Seite B
1. Comics (Charly Ricanek, Amanda Lear) – 3:40
2. Enigma (Give a Bit of Mmh to Me) (Rainer Pietsch, Amanda Lear) – 5:08
3. The Stud (Rainer Pietsch, Amanda Lear) – 4:02
4. Hollywood Flashback (Anthony Monn, Amanda Lear) – 4:31

### CD und Digitale Version
1. Follow Me/Gold/Mother, Look What They’ve Done to Me/Run Baby Run/Follow Me (Reprise) (Anthony Monn, Charly Ricanek, Amanda Lear) – 19:44
2. Comics (Charly Ricanek, Amanda Lear) – 3:40
3. Enigma (Give a Bit of Mmh to Me) (Rainer Pietsch, Amanda Lear) – 5:08
4. The Stud (Rainer Pietsch, Amanda Lear) – 4:02
5. Hollywood Flashback (Anthony Monn, Amanda Lear) – 4:33

## Kommerzieller Erfolg

### Chartplatzierungen
| ChartsChartplatzierungen | Höchstplatzierung | Wochen/ Monate |
| ------------------------ | ----------------- | -------------- |
| Deutschland (GfK)        | 4 (32 Wo.)        | 32 Wo.         |
| Österreich (Ö3)          | 8 (5 Mt.)         | 5 Mt.          |

| ChartsJahrescharts (1978) | Platzierung |
| ------------------------- | ----------- |
| Deutschland (GfK)         | 15          |
| Österreich (Ö3)           | 14          |

### Auszeichnungen für Musikverkäufe
| Land/Region        | Auszeichnungen für Musikverkäufe (Land/Region, Auszeichnung, Verkäufe) | Verkäufe |
| ------------------ | ---------------------------------------------------------------------- | -------- |
| Deutschland (BVMI) | Gold                                                                   | 250.000  |
| Frankreich (SNEP)  | Gold                                                                   | 100.000  |
| Insgesamt          | 2× Gold ·                                                              | 450.000  |